# Balog Margit
Balog Margit (1956.  –) református lelkész, nyelvi lektor.

## Élete
Debreceni Református Kollégiumban érettségizett, majd református lelkésszé 1982-ben szentelték fel. Ösztöndíjas hallgató volt a Humboldt-Universität zu Berlin és a Columbia Theological Seminary Egyetemen is.
Intézeti lelkészként tevékenykedett Leányfalun. 1994-ben a Debreceni Egyetemen görög filológus diplomát is szerzett. A Debreceni Református Hittudományi Egyetemen nyelvi lektor, ógörög nyelv oktató, az Újszövetségi Tanszéken adjunktus.

## Legfontosabb publikációk
- Zsidó etikai elemek Pseudo-Phokylides költeményében. In: ”Krisztusért járva követségben” Tanulmánykötet a 60 éves Bölcskei Gusztáv születésnapjára. Debrecen, DRHE, 2012. 77-91.
- Előszó Varga István hermeneutikájához. In: Varga István: Hermeneutikai írások 1. Budapest, Hermeneutikai Kutatóközpont, 2000. 5-30.
- A lelkésznői hivatás csapdái, avagy egy emberségesebb theologia pastoralis felé. Theologiai Szemle, (2000) 304-306.